# Gesamtschule Schinkel (Osnabrück)
Die Gesamtschule Schinkel (örtlich kurz als „GSS“ bezeichnet) ist eine kooperative Gesamtschule im Osnabrücker Stadtteil Schinkel-Ost. Die Gesamtschule Schinkel besuchen zurzeit ungefähr 1600 Schüler, überwiegend aus dem Stadtteil und der Stadt Osnabrück stammend, daneben auch aus den an das Stadtgebiet angrenzenden Gemeinden. An der Gesamtschule Schinkel können alle Abschlüsse des allgemeinen Schulwesens erworben werden. Die Schule ist anerkannte UNESCO-Projektschule.

## Geschichte
Die Gesamtschule Schinkel wurde mit der Zustimmung aller im Rat der Stadt Osnabrück vertretenen Parteien 1971 gegründet. Im Vordergrund stand der politische Wille, im ehemaligen Arbeiterstadtteil Schinkel eine Schule einzurichten, die den Schülern alle Abschlüsse ermöglicht. Am Haupteingang ist seit 1985 in die linke Steinwand Bertolt Brechts Aufruf zur Friedenserziehung eingemeißelt.
Die Schülerpopulation der Gesamtschule bildet die soziale Zusammensetzung der Bevölkerung Osnabrücks annähernd ab. Der Anteil der Schüler mit Migrationshintergrund beträgt ungefähr 22 % (2006). Die Gesamtschule Schinkel war bis 2010 die einzige Gesamtschule der Stadt Osnabrück, am 5. August 2010 nahm die Integrierte Gesamtschule Osnabrück (IGS) im Osnabrücker Stadtteil Eversburg ihren Betrieb auf.

### Weiteres
- Die Schüler haben die Möglichkeit, im Wahlpflichtbereich II ab Jahrgang neun als dritte Fremdsprache Italienisch zu erlernen.
- Im Wahlpflichtbereich II wählen die Schüler ihrer weiteren Schullaufbahn entsprechend berufs- oder studienorientierte Kurse, die gezielt auf den angestrebten Abschluss vorbereiten.
- Seit 2006 müssen die Schüler das sogenannte „Seminarfach“ belegen. In diesem Fach werden die Schüler ermutigt, selbständig erdachte Projekte zu erarbeiten.
- Alle Schüler sind in den Jahrgängen neun und zehn zu zwei Praktika verpflichtet, die einen sozialen Nutzen haben sollen.

### Schülerfirma „Fashion Crew“
Die Schülerfirma wurde im Schuljahr 2004/2005 gegründet. Dabei wurde auf Erfahrungen eines Klassenprojektes im Schuljahr 2003/2004 zurückgegriffen. Die Firma hat das wirtschaftliche Ziel, verschiedene Merchandise-Produkte der Schule zu entwickeln und zu vertreiben. Nach der Firmenphilosophie soll so auf der einen Seite eine verstärkte Identifizierung der Schulgemeinschaft mit der Schule erreicht werden, andererseits sollen die Einnahmen der Schule zugutekommen.
Unter pädagogischen Gesichtspunkten steht neben der Vermittlung einfacher betriebswirtschaftlicher Kenntnisse vor allem die Heranführung an eigenverantwortliches Handeln im Vordergrund. Insgesamt arbeiten für die Firma zurzeit 20 Schüler. Betreut werden sie dabei von zwei Lehrkräften. Die Schülerfirma ist Mitglied im Arbeitskreis „Nachhaltige Schülerfirmen“. Die erfahrenen Schüler bereiten Präsentationen für Messen im Rahmen des Projekts „Wir-AG“ des Landkreises Osnabrück vor und nehmen daran teil, um so ihre Erfahrungen mit den Mitarbeitern andere Schülerfirmen austauschen zu können.
In jedem Schuljahr werden Arbeitsschwerpunkte gesetzt, z. B. Fragen der sozialverträglichen Herstellung von Produkten (in diesem Fall T-Shirts). Als Ergebnis wurden in Kooperation mit dem „Aktionszentrum Dritte Welt“ und der Universität Osnabrück T-Shirts aus dem „Fairen Handel“ in das Angebot der Schülerfirma aufgenommen.

### Fotos der Schule

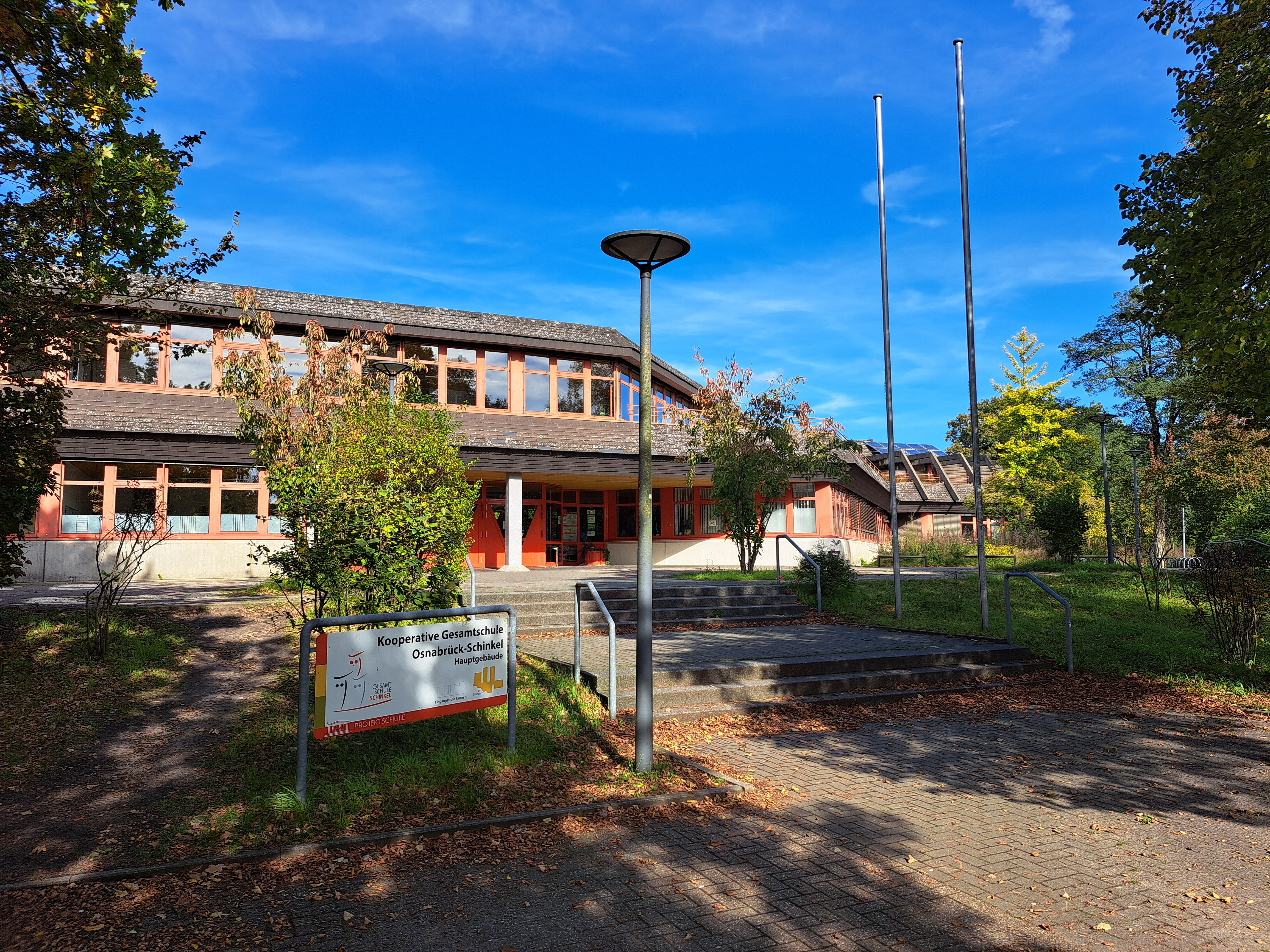
Hauptgebäude (2024)
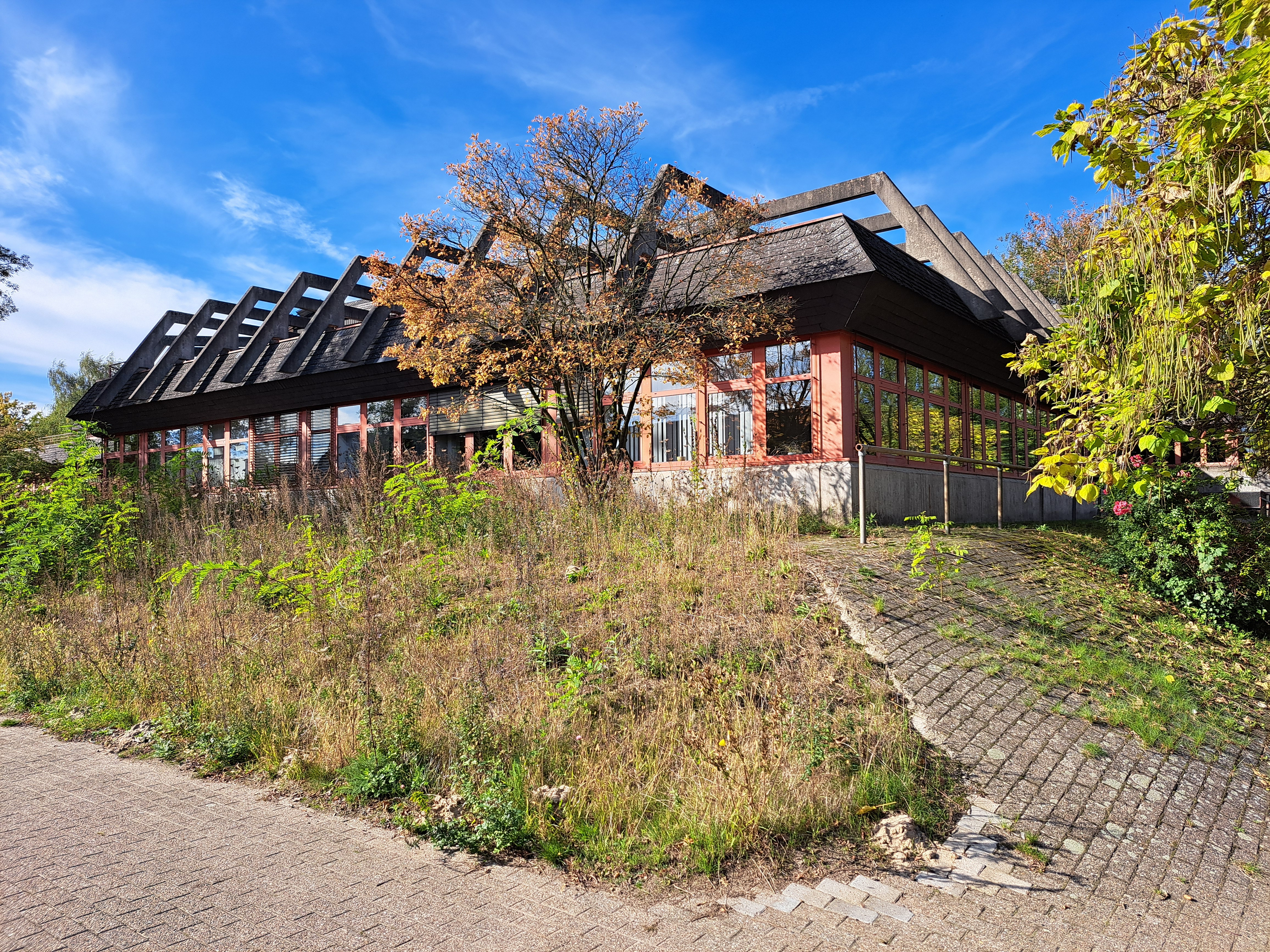
Hauptgebäude von der Windhorststraße (2024)
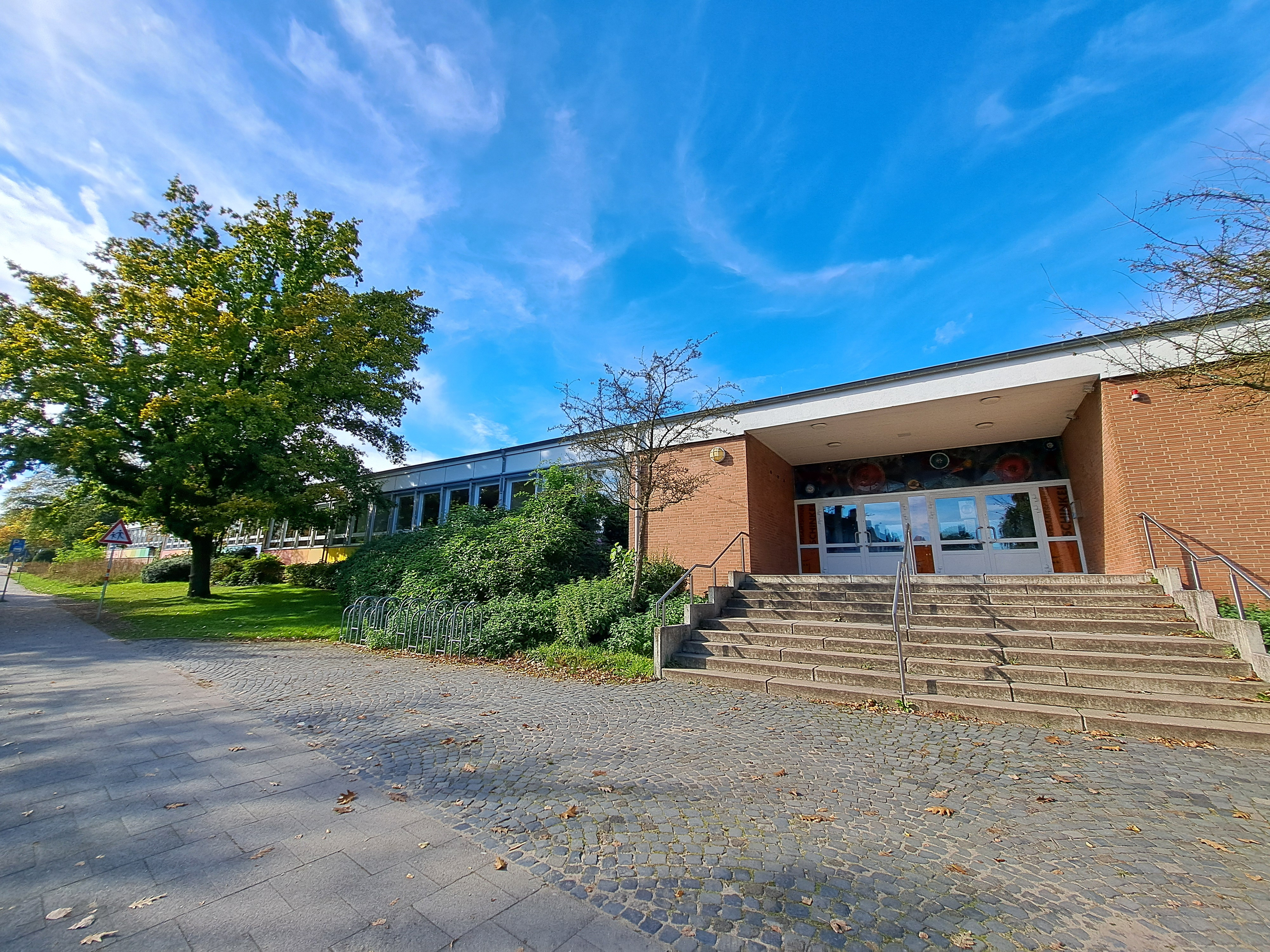
Eingangsstufe, bis 2004 Gebäude der Orientierungsstufe (2024)
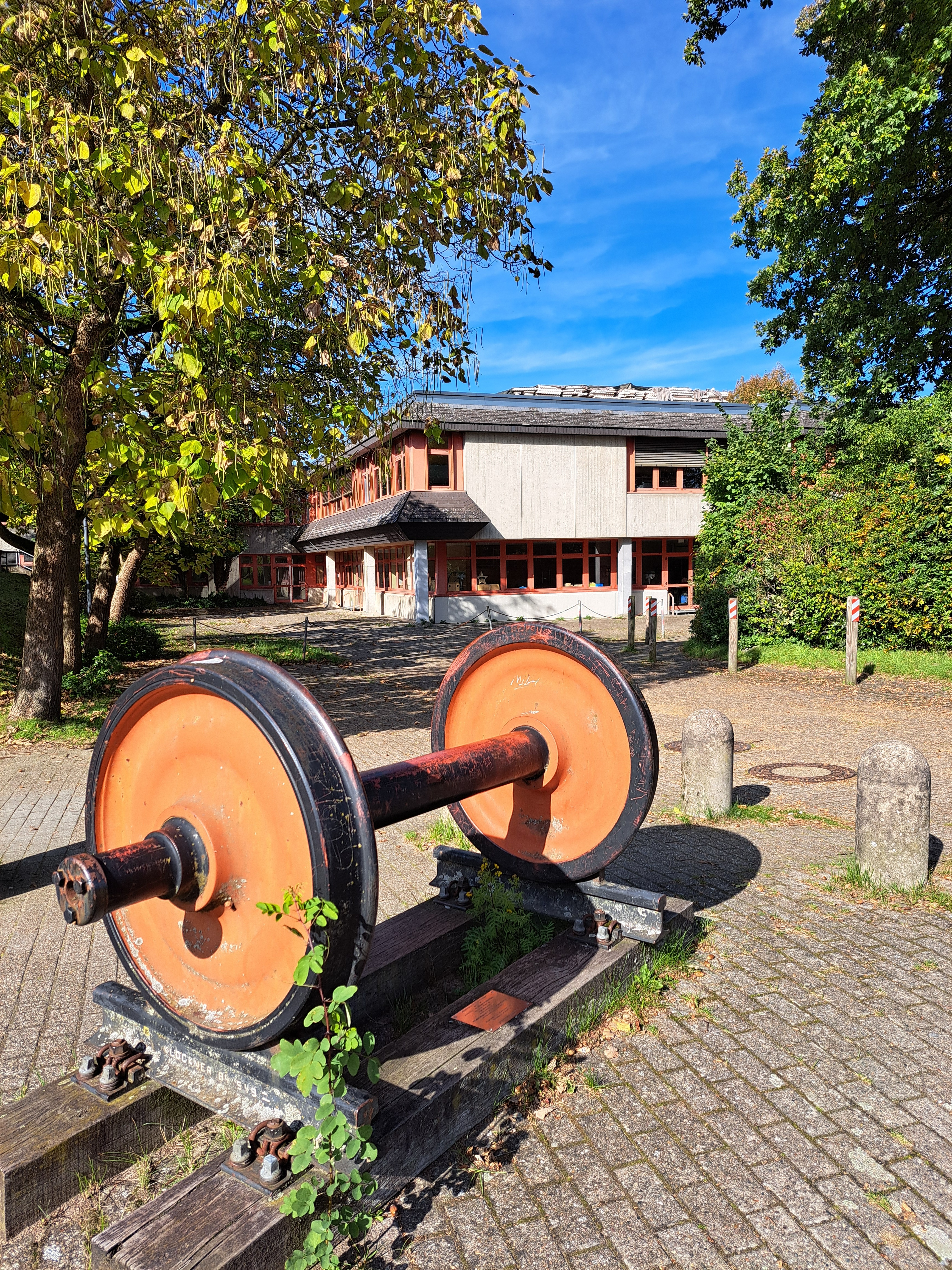
Eisenbahnachse als Symbol für den Stadtteil Schinkel (2024)
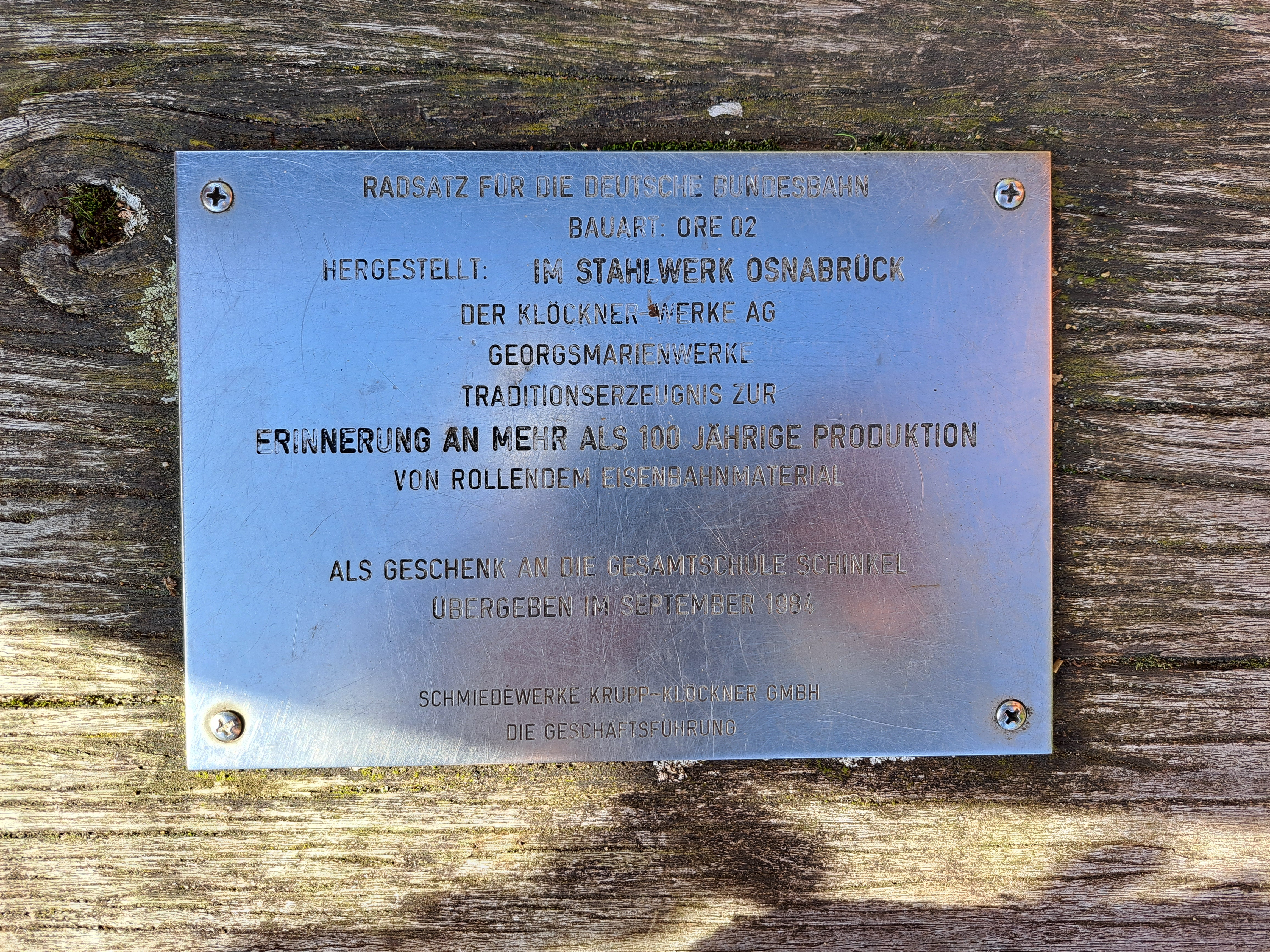
Inschrift an der Eisenbahnachse (2024)